# Ondernemersvereniging

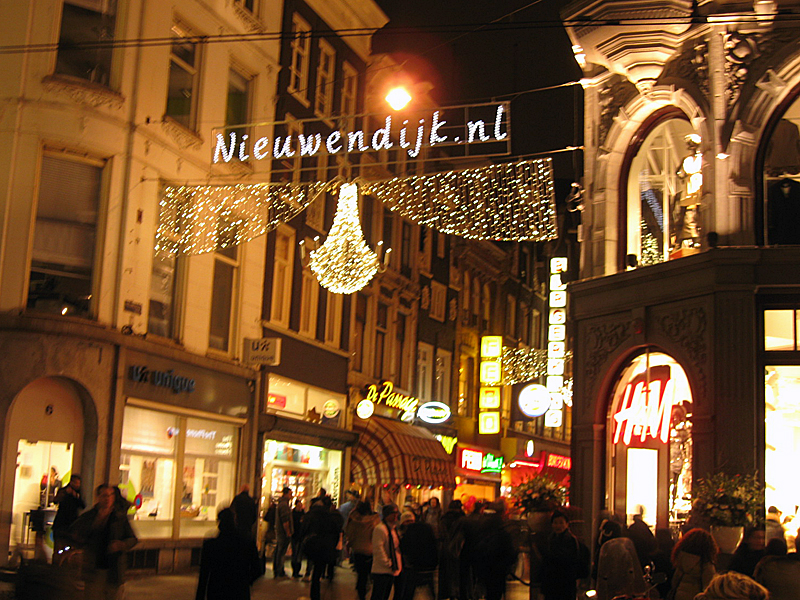
De Nieuwendijk in Amsterdam met een voorbeeld van wat vaak door een ondernemersvereniging verzorgd wordt: kerstverlichting en een gezamenlijke website voor de straat.

Een ondernemersvereniging is een vereniging van ondernemers in een bepaald gebied, vaak een straat of een wijk, soms ook een bedrijventerrein. Wanneer de vereniging hoofdzakelijk bestaat uit winkeliers, spreekt men ook wel van een winkeliersvereniging.
Een ondernemersvereniging moet worden onderscheiden van een branchevereniging, die bestaat uit ondernemers met eenzelfde soort bedrijf. Een ondernemersvereniging bestaat doorgaans uit ondernemers uit verschillende branches. Zo'n 250 regionale en lokale ondernemersverenigingen zijn aangesloten bij MKB Nederland.

## Doelstelling
Doelstelling van een ondernemersvereniging is over het algemeen het behartigen van de gemeenschappelijke belangen van de aangesloten ondernemers. Dit kan onder meer bestaan uit het bevorderen van de samenwerking tussen de ondernemers, het zorg dragen voor het onderhoud van de straat, een gemeenschappelijke marketing, het behalen van inkoopvoordelen en het namens de straat c.q. de leden contact onderhouden met de gemeente. Deze doelstellingen kunnen ook gerealiseerd worden in de vorm van een ondernemersfonds.

## Structuur
De structuur van een ondernemersvereniging is doorgaans dezelfde als bij de meeste andere verenigingen. Er is een algemene ledenvergadering en een bestuur, dat afhankelijk van de grootte gesplitst kan zijn in een dagelijks bestuur en een algemeen bestuur. Ook zijn er vaak aparte commissies voor bijvoorbeeld de kascontrole en het organiseren van evenementen.
Voor het heffen van de contributie kunnen verschillende methodes gehanteerd worden om rekening te houden met de vaak verschillende grootte van de aangesloten winkels en ondernemingen. Zo kan er contributie geheven worden naar rato van de oppervlakte of van de lengte van de gevel van een zaak, of op basis van een combinatie van deze en andere factoren.

## Straatmanager
Specifiek voor een ondernemersvereniging is de functie van (winkel)straatmanager. Dat is een persoon die in dienst van de vereniging is en zorgdraagt voor versterking van de economische structuur van de straat. Ook speelt een straatmanager een rol bij het oplossen van problemen op het gebied van dagelijks beheer van de openbare ruimte, bereikbaarheid en bevorderen van de veiligheid. Daarbij is hij of zij een bindende schakel tussen alle betrokken partijen, zoals de ondernemers, de gemeente en de politie.